# Перейма (річка)
Перейма — річка в Україні, у Тернопільському та Чортківському районах Тернопільської області, права притока Серету (басейн Дністра).

## Опис
Довжина річки приблизно 9 км. Висота витоку над рівнем моря — 289 м, висота гирла — 240 м, падіння річки — 49 м, похил річки — 5,45 м/км. Формується з притоки Звиняч та багатьох безіменних струмків.

## Розташування
Бере початок на південній околиці села Вербівці. Тече переважно на південний схід через село Скомороше і на його південно-східній околиці впадає в річку Серет, ліву притоку Дністра.